# ルーシのライオン

ルーシ王国の国章

ルーシのライオン (ウクライナ語: Руський лев) は、ルーシ王国、ルーシ県と西ウクライナ人民共和国で用いられた紋章。ウクライナの歴史的なシンボルの一つで、青い盾に黄金のライオンとして描かれることが多い。14世紀から知られ、ルーシ王国の王ユーリイ1世とレウ2世の印で登場する。後に、オポーレ公ヴワディスワフ2世やポーランド王国の諸王に使用される。ルーシ系のグロシュにも鋳造される。1848年革命の際、ウクライナ民族解放運動のシンボルとなり、ウクライナ国旗のもととなった。世界大戦で活躍したシーチ銃兵隊と第14SS武装擲弾兵師団のマークでもあった。リヴィウの市章とリヴィウ州の州章にも描かれる。

## 概要
- ルーシのライオンは、名を暗示する図形を描いた紋章 (Canting arms)の一種である。ルーシ国王レウ1世の名前、あるいはリヴィウという町名に由来する。レウは「ライオン」で、リヴィウは「レウの町」を意味している。
- ルーシのライオンは、ユーリー1世が使用した14世紀の印に見える。国王の紋章を表す側に盾を持つ騎士が立ち、盾にはライオンが描かれる。表の回文は「S[igillum] Domini Georgi Regis Rusie」（ルーシの王および主であるユーリーの印）と、裏は「S[igillum] Domini Georgi Ducis Ladimerie」(ヴォルィーニ公であるユーリーの印)と書いてある。
- ルーシのライオンは、1505年頃にポーランド王アレクサンデルが使用した大型の国璽に見られる。ライオンがポーランドの銀鷲、リトアニアの追撃者、プロイセンの黒鷲とならんでいて、ポーランド王が支配する4つの国の一つとして表している。
- 1848年革命の際、リヴィウの最高ルーシ人（ウクライナ人）議会がルーシ県の県章を議会の紋章として選び、紋章の色に基づいてウクライナ民族解放運動のシンボルと青黄旗と定めた[1]。
- ルーシのライオンは、第二次世界大戦に活躍したウクライナ系第14SS武装擲弾兵師団の紋章であった。ドイツ政府はウクライナの国章であるトルィーズブの使用を禁止したため、ポーランド時代のルーシ県の県章であるライオンと、オーストリア時代のガリツィアの紋章である三つの王冠を合わせて師団章とされた。

## 画像

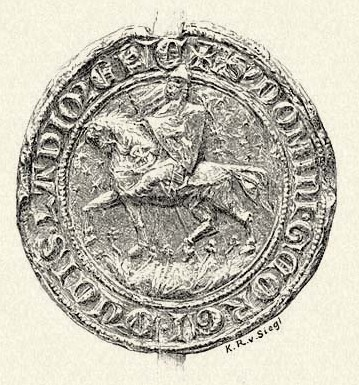
ユーリイ1世の印
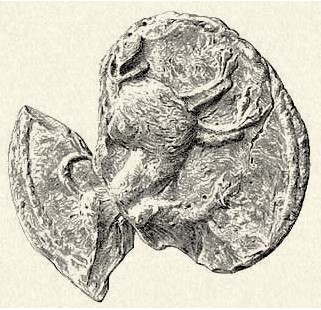
レウ2世の印
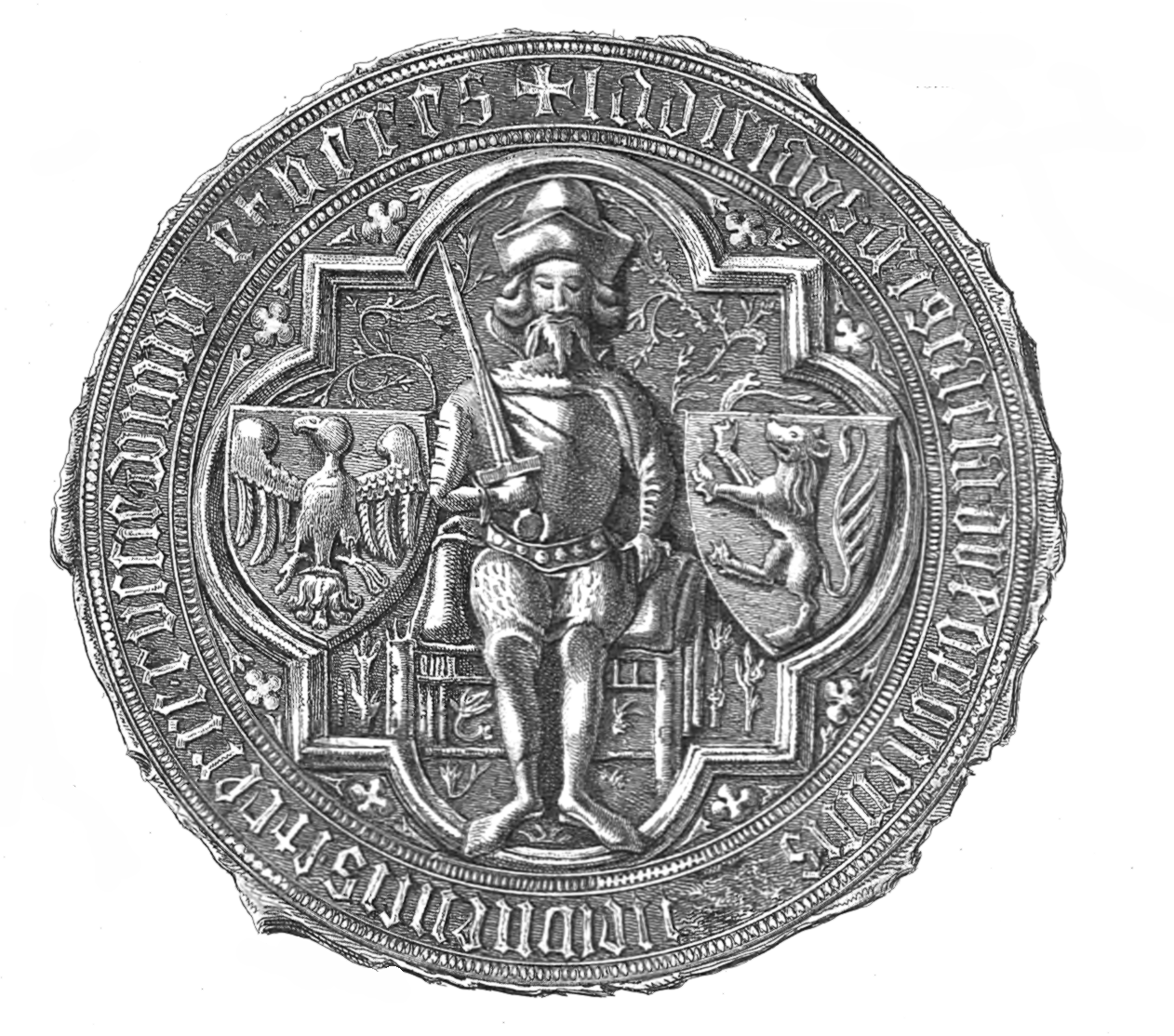
ヴワディスワフ2世の印
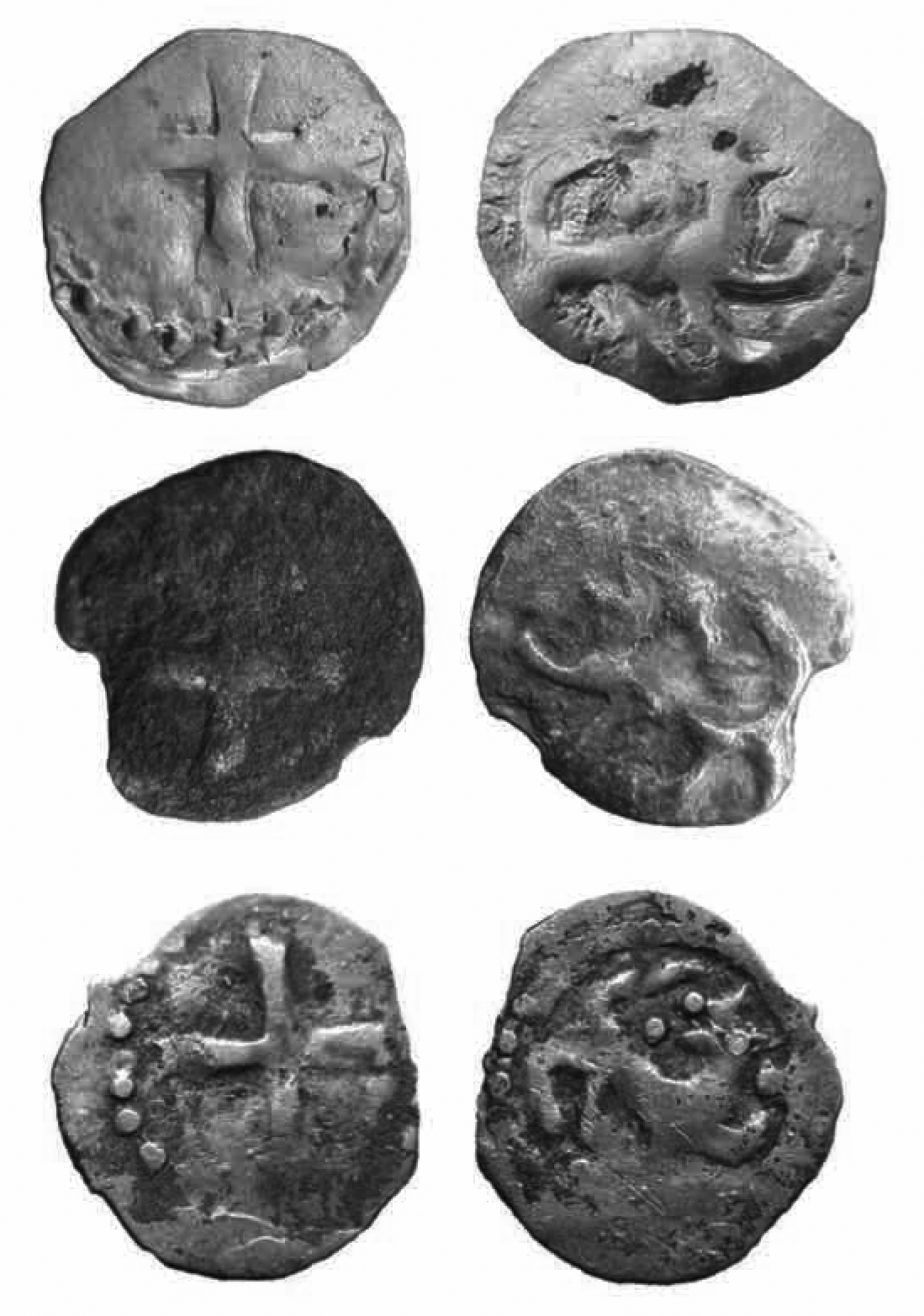
ルーシのグロシュ
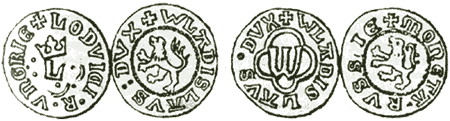
ルーシのグロシュ
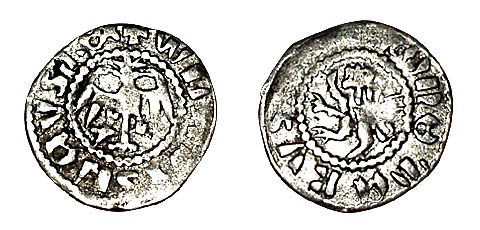
ルーシのグロシュ
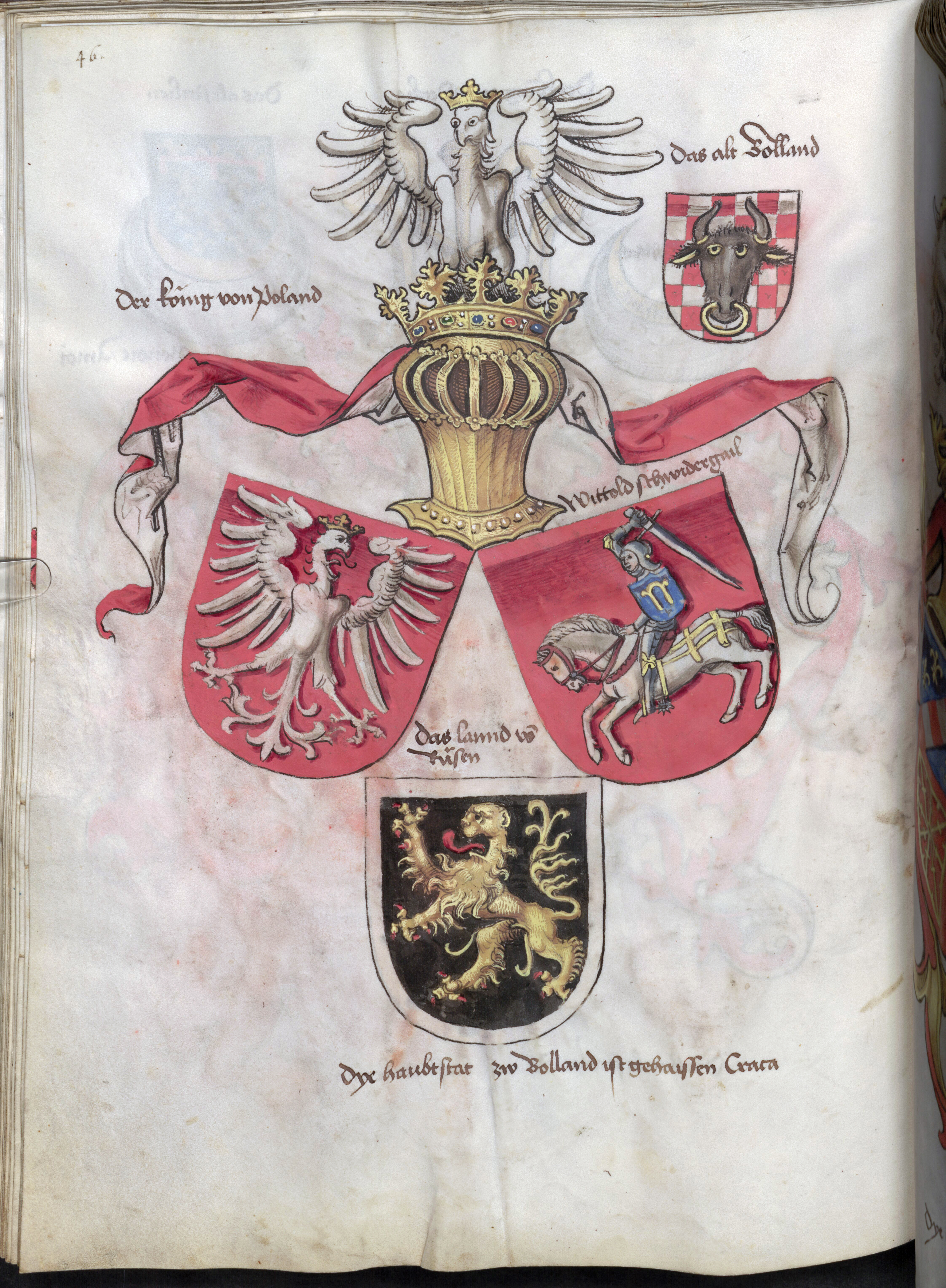
ポーランド・リトアニア・ルーシ
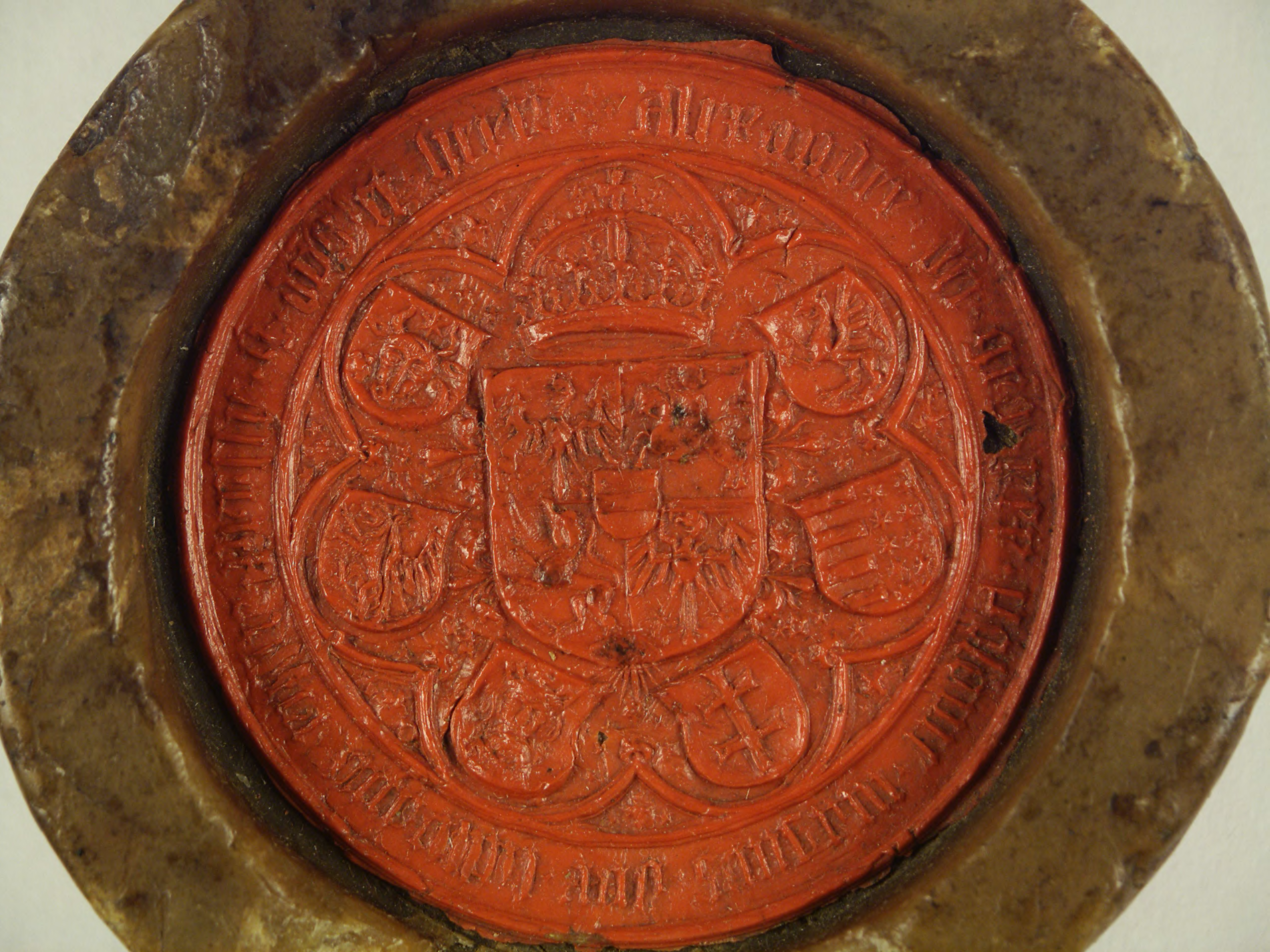
アレクサンデルの大印
アレクサンデルの大印
ルーシ県
シーチ銃兵隊
西ウクライナ人民共和国
第14SS武装擲弾兵師団
リヴィウ
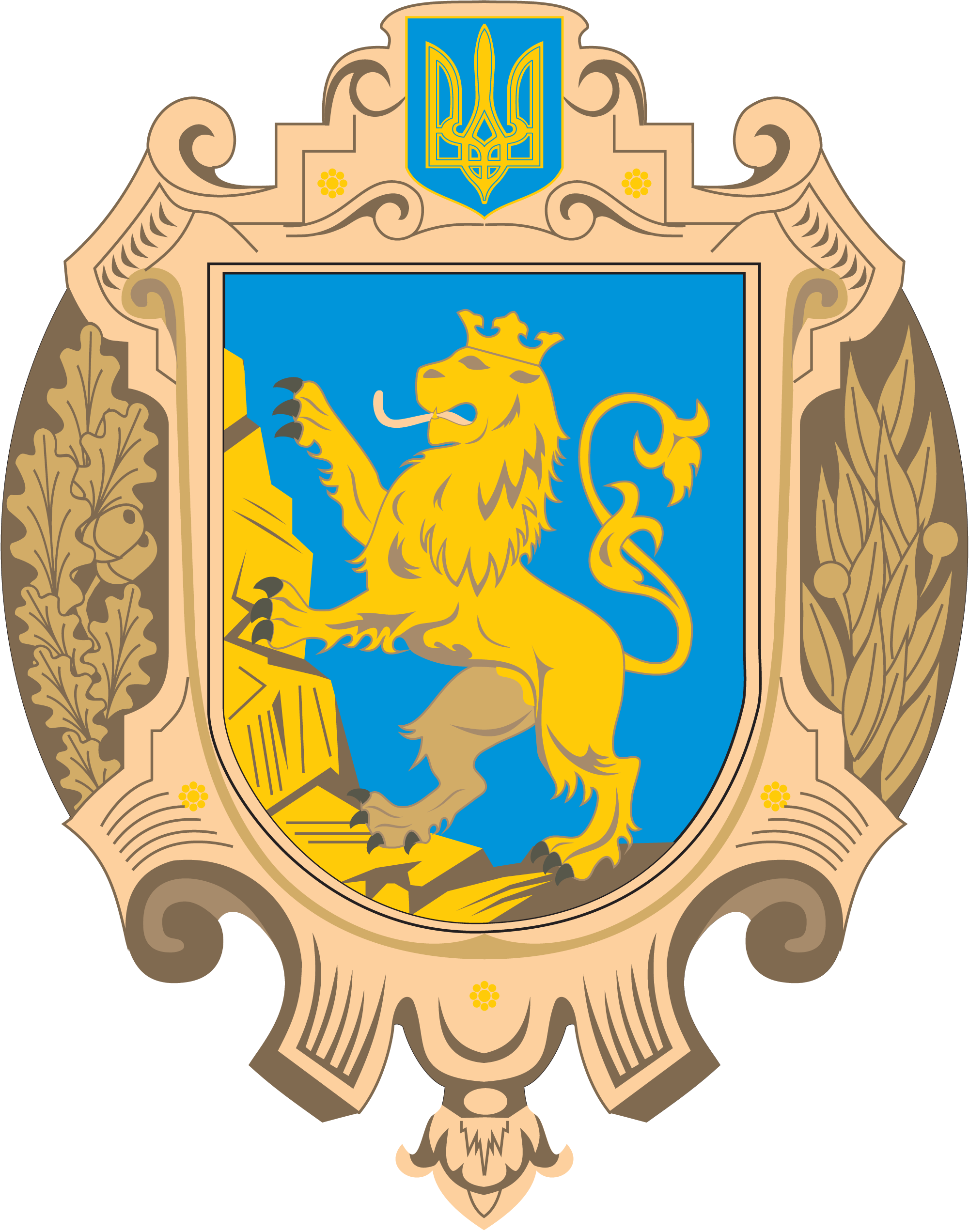
リヴィウ州